# خضير الخزاعي
 الدكتور خضير موسى جعفر الخزاعي نائب رئيس الجمهورية العراقي السابق ووزير التربية العراقي في حكومة نوري المالكي التي تم انتخابها عام 2005، ورئيس لجنة الحقوق والحريات في البرلمان العراقي التي اضطلعت بهذه المهمة في كتابة الدستور.
من مواليد مدينة العمارة عام 1948 متزوج وله ولد واحد وأربع بنات، حاصل على درجة الماجستير في اللغة العربية من مصر وشهادتي الدكتوراه إحداهما في علوم القرآن-التفسير من الهند وأخرى في فلسفة الفكر الإسلامي، وذلك ما أهّله للعمل أستاذاً في جامعة العلامة الطباطبائي بإيران خلال القرن الماضي قبل أن يهاجر إلى كندا في بداية عام 2000 ثم يعود إلى العراق (بعد سقوط نظام صدام حسين) عضواً في البرلمان ثم وزيراً للتربية في حكومة المالكي.
انضم إلى صفوف حزب الدعوة الإسلامية منذ أوائل السبعينات وتم اعتقاله من قبل أجهزة الأمن في العراق ثم الحكم عليه لاحقاً بالإعدام بعد أن هرب من سجنه وكان آنذاك مدرساً للغة العربية في مدينة العمارة.
يعتبر من قياديي حزب الدعوة (تنظيم العراق) ومن الشخصيات المقربة من رئيس الوزراء رغم اختلافهما تنظيمياً. واجهت وزارة التربية في زمنه تحديات جدية تمثلت في مكافحة الطائفية وإعادة النظر في المناهج الدراسية وتأهيل الكوادر التعليمية والتدريسية للتعامل مع الوضع في العراق الجديد والانفتاح على التقنيات الحديثة في التعليم كالتلفزيون التربوي والكمبيوتر والإنترنت وغيرها.

## وصلات خارجية
الموقع الرسمي لفخامة نائب رئيس الجمهورية الدكتور خضير الخزاعي www.vpo.iq
لقاء تلفزيوني
أصبح اليوم المسؤول عن ملف تقريب وجهات النظر بين الفرقاء السياسين 
ومحط احترام من الفرقاء السياسين من جميع مكونات الشعب العراقي ومهندس المفاوضات التي تجريها الكتل السياسية